# Blake Neely
Blake Neely (Paris, 28 april 1969) is een Amerikaans componist, arrangeur en dirigent van voornamelijk filmmuziek. 
Neely werd geboren in Paris in de staat Texas en begon op de leeftijd van vier, piano te spelen en speelde later ook hoorn en drums. Hij studeerde aan de Universiteit van Texas in Austin. Zijn muziekcarrière begon hij  begin jaren negentig bij Disney's Hollywood Records. Na twee jaar begon hij een periode freelance te orkestreren voor componisten als Michael Kamen en Vangelis. Aan het begin van de 21e eeuw maakte hij kennis met filmcomponist Hans Zimmer, waar hij ging werken bij de muziekstudio Remote Control Productions in Santa Monica. Daar componeerde hij ook van aanvullende muziek voor film projecten zoals: Pirates of the Caribbean: The Curse of the Black Pearl (2003), The Last Samurai (2003), King Arthur (2004), Catwoman (2004), King Kong (2005) en The Da Vinci Code (2006). Ook was hij dirigent voor een aantal film projecten zoals: The Day After Tomorrow (2004), Click (2006), The Prestige (2006), Pirates of the Caribbean: At World's End (2007), Hancock (2008) en The Bourne Legacy (2012). Neely werkt ook in zijn eigen studio genaamd 'Cow on the Wall Studio' in Los Angeles. Op zijn solo projecten is Neely vooral bekend met het componeren van muziek voor televisieseries. Neely is in zijn vrije tijd ook verzamelaar vreemde muziekinstrumenten. Ook schreef hij meer dan 25 instrumentale methode boeken, zoals de best verkochte pianomethode Piano For Dummies.

## Filmografie
- 2004: Frog-g-g! (met Will Flint)
- 2004: First Daughter (met Michael Kamen)
- 2005: The Wedding Date
- 2006: Starter for 10
- 2007: Elvis and Anabelle
- 2008: The Great Buck Howard
- 2008: Surfer, Dude (met Xavier Rudd)
- 2010: Life as We Know It
- 2011: Love, Wedding, Marriage

## Overige producties

### Televisiefilms
- 2004: Kat Plus One
- 2007: Brothers & Sisters: A Family Matter
- 2007: Brothers & Sisters: Family Album
- 2013: The Advocates
- 2017: Vixen: The Movie (met Nathaniel Blume)

### Televisieseries
- 2002: Everwood (2002 - 2006)
- 2003: Wild West Tech (2003 - 2004)
- 2004: Jack & Bobby (2004 - 2005)
- 2004: Dr. Vegas (2004 - 2006)
- 2005: Related (met Dennis McCarthy)
- 2006: What About Brian (2006 - 2007) (met Bennett Salvay)
- 2006: Brothers & Sisters (2006 - 2011)
- 2007: Traveler
- 2007: Notes from the Underbelly (2007 - 2008)
- 2008: Eli Stone (2008 - 2009)
- 2008: The Mentalist (2008 - 2015)
- 2009: Eastwick (2009 - 2010)
- 2010: The Pacific (miniserie) (met Hans Zimmer en Geoff Zanelli)
- 2010: No Ordinary Family (2010 - 2011)
- 2011: Pan Am (2011 - 2012)
- 2012: Arrow (2012 - 2020)
- 2013: The Mindy Project (2013 - 2014)
- 2014: Resurrection
- 2014: The Sixties
- 2014: The Flash (2014 - heden)
- 2015: Vixen (miniserie)
- 2015: Blindspot (2015 - 2017)
- 2015: Supergirl (2015 - heden)
- 2016: Legends of Tomorrow (2016 - heden)
- 2016: Riverdale (2016 - 2017)
- 2017: Kevin (Probably) Saves the World (2017 - heden)
- 2018: You (2018 - heden)

### Korte films
- 2003: It's the Cheese
- 2004: Oedipus
- 2004: Brother, Can You Spare a Job?
- 2008: Recruited
- 2010: Think Tank
- 2011: Royal Reunion
- 2011: Mister Handsome

## Prijzen en nominaties

### Emmy Awards
| Jaar | Titel       | Categorie                                                                             | Uitslag     |
| ---- | ----------- | ------------------------------------------------------------------------------------- | ----------- |
| 2003 | Everwood    | Beste titelmuziek                                                                     | Genomineerd |
| 2010 | The Pacific | Beste compositie voor een miniserie, film of special, voor "part ten"                 | Genomineerd |
| 2012 | Pan Am      | Beste compositie voor een televisieserie (originele dramatische muziek), afl. "Pilot" | Genomineerd |